# سوزان جولي
سوزان جولي (بالفرنسية: Suzanne Joly)‏ هي عازفة بيانو وملحنة فرنسية، ولدت في 16 مارس 1914 في وهران في الجزائر، وتوفيت في 2012 في باريس في فرنسا.